# Ольхово (Лодейнопольский район)
Ольхово — деревня в Алёховщинском сельском поселении Лодейнопольского района Ленинградской области.

## История
В конце XIX — начале XX века деревня административно относилась к Красноборской волости 2-го стана 2-го земского участка Тихвинского уезда Новгородской губернии.

ОЛЬХОВО — деревня Ольховского сельского общества, число дворов — 25, число домов — 25, число жителей: 56 м. п., 56 ж. п.; 

Занятие жителей — земледелие, лесные промыслы. Река Капша. Мелочная лавка. (1910 год)

В 1927 году население деревни составляло 140 человек.
Согласно карте Ленинградской области Северо-западного аэрогеодезического треста ГГУ издания 1932 года деревня насчитывала 14 крестьянских дворов.
По данным 1933 года деревня Ольхово входила в состав Ольховского сельсовета Оятского района.

Деревня Ольхово на карте РККА 1940 года

В 1961 году население деревни составляло 52 человека.
По данным 1966 года деревня Ольхово также входила в состав Ольховского сельсовета.
По данным 1973 и 1990 годов деревня Ольхово входила в состав Ребовического сельсовета.
В 1997 году в деревне Ольхово Тервенической волости проживали 3 человека, в 2002 году — 2 человека (все русские).
В 2007 году в деревне Ольхово Алёховщинского СП проживал 1 человек, в 2010 году — также 1, в 2014 году — постоянного населения не было.

## География
Деревня расположена в юго-восточной части района близ автодороги 41К-240 (Тервеничи — Ребовичи).
Расстояние до административного центра поселения — 17 км.
Расстояние до ближайшей железнодорожной станции Лодейное Поле — 89 км.
Деревня находится на левом берегу реки Капша.

## Демография
| 1910 | 1927 | 1961 | 1997 | 2007 | 2010 | 2014 |
| ---- | ---- | ---- | ---- | ---- | ---- | ---- |
| 112  | ↗140 | ↘52  | ↘3   | ↘1   | →1   | ↘0   |
| 2015 | 2016 | 2017 |      |      |      |      |
| →0   | →0   | →0   |      |      |      |      |

Согласно данным Всероссийской переписи населения 2021 года в деревне постоянного населения не было.

## Инфраструктура
На 1 января 2014 года в деревне было зарегистрировано частных жилых домов — 15
На 1 января 2015 года в деревне не было зарегистрировано постоянного населения.